# История на географията
Историята на географията, наричана още историческа география, е интердисциплинарна наука, която изучава възникването, развитието и историческите особености на географията като наука.
Като свои методи на работа историческата география използва историческия анализ и географския анализ.

## Вижте още
- История на географията в България